# National Conservation Area
National Conservation Area est la désignation de certaines zones protégées aux États-Unis.

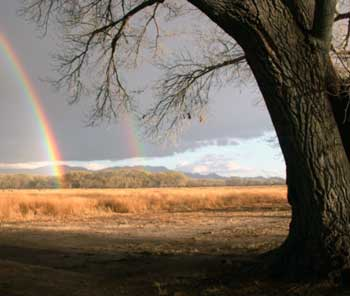
Vue du San Pedro Riparian National Conservation Area

Ces zones sont gérées par le National Landscape Conservation System (en).

## Inventaire des zones protégées
Il existe seize zones de ce type:
| Conservation Area                                                             | Superficie (Acres) | État            |
| ----------------------------------------------------------------------------- | ------------------ | --------------- |
| Beaver Dam Wash National Conservation Area                                    | 68 083             | Utah            |
| Black Rock Desert–High Rock Canyon Emigrant Trails National Conservation Area | 799 165            | Nevada          |
| Dominguez-Escalante National Conservation Area                                | 209 610            | Colorado        |
| El Malpais National Conservation Area                                         | 339 100            | Nouveau-Mexique |
| Fort Stanton-Snowy River Cave National Conservation Area                      | 24 950             | Nouveau-Mexique |
| Gila Box Riparian National Conservation Area                                  | 21 767             | Arizona         |
| Gunnison Gorge National Conservation Area                                     | 62 844             | Colorado        |
| King Range National Conservation Area                                         | 57 288             | Californie      |
| Las Cienegas National Conservation Area                                       | 35 280             | Arizona         |
| McInnis Canyons National Conservation Area                                    | 122 300            | Colorado, Utah  |
| Red Cliffs National Conservation Area                                         | 44 725             | Utah            |
| Red Rock Canyon National Conservation Area                                    | 195 819            | Nevada          |
| San Pedro Riparian National Conservation Area                                 | 55 495             | Arizona         |
| Sloan Canyon National Conservation Area                                       | 48 438             | Nevada          |
| Morley Nelson Snake River Birds of Prey National Conservation Area            | 484 034            | Idaho           |
| Steese National Conservation Area                                             | 1 208 624          | Alaska          |

## Sources
- (en) National Conservation Areas and Similar Designations [PDF]